# Centro Olimpico del Biathlon
Il Centro Olimpico del Biathlon, chiamato anche Cesana San Sicario per via della zona in cui sorge, è un impianto sportivo di Cesana Torinese realizzato per i XX Giochi olimpici invernali disputati a Torino nel 2006. L'impianto fu costruito per ospitare tutti gli eventi di biathlon.

## Storia
L'impianto venne realizzato nel 2004, con fondi pubblici, dall'Agenzia Torino 2006 per ospitare tutti gli eventi di biathlon ai XX Giochi olimpici invernali di Torino, dall'11 al 25 febbraio 2006.
Precedentemente ai Giochi, come "test event" di prova della nuova struttura, l'impianto ospitò alcune gare della Coppa del Mondo di biathlon nel 2005.